# Hans von Manteuffel-Szoege
Hans von Manteuffel-Szoege (Kandau, 19 gennaio 1894 – Riga, 22 maggio 1919) è stato un militare tedesco.

## Biografia

### La famiglia d'origine e l'educazione
Hans von Manteuffel-Szoege apparteneva ad un'antica famiglia della nobiltà tedesca del Baltico; suo padre era il barone Georg von Manteuffel-Szoege (1862-1919) mentre sua madre Sophie (1866-1949), nata contessa von Rüdiger; suo fratello fu il politico conservatore Georg Manteuffel-Szoege. Crebbe presso il podere di famiglia in Curlandia, ma a diciotto anni fu inviato a Berlino per compiere gli studi di giurisprudenza e divenire un magistrato.

### Ufficiale dell'esercito tedesco
Laureatosi in diritto penale allo scoppio della prima guerra mondiale, si arruolò come ufficiale nell'esercito tedesco come alfiere. Combatté sia sul fronte occidentale che sul fronte orientale, meritandosi al termine della guerra il grado di capitano e la croce di ferro.

### La rivoluzione di novembre e la militanza nei Freikorps
Congedato dall'esercito al termine della guerra Manteuffel-Szoege e la sua famiglia furono travolti dalla rivoluzione di novembre che determinò il crollo della monarchia tedesca; il barone si arruolò nella Baltisches Landswehr comandata dal generale Rüdiger von der Goltz, che si proponeva di combattere i bolscevichi nella Prussia orientale e in Curlandia.

### La guerra di indipendenza lettone
Distintosi in diverse azioni, Manteuffel-Szoege fu nominato comandante del Freikorp "Stosstrupps"; il 16 aprile 1919 a Libau avvenne il colpo di Stato di Kãrlis Ulmanis, dando inizio alla guerra d'indipendenza lettone alla quale il corpo franco di Manteuffel-Szoege partecipò tra le truppe del Ducato Baltico Unito. Il 22 maggio gli venne affidato il compito di difendere con il suo corpo franco Riga dall'avanzata bolscevica e Manteuffel-Szoege cadde ucciso durante la battaglia al termine della quale i russi occuparono la città. Presso le comunità tedesche del Baltico è considerato ancora oggi un eroe.